# Article set de la Constitució dels Estats Units

Pàgina 4 de la constitució dels Estats Units

L'article VII de la Constitució dels Estats Units descriu el procés pel qual la totalitat del document seria ratificat i començaria a ser efectiu.
La ratificació de la Convenció dels nou Estats podria ser suficient per a l'establiment de la Constitució entre els Estats que ratificaven la mateixa. Però aquest procés plantejava un problema i un perill per a la Constitució dels Estats Units: si no era ratificat per tots els Estats (els tretze originals), els Estats que rebutgessin la ratificació podrien dividir-se en diferents països. Així, quan Nou Hampshire es va convertir en el novè Estat a ratificar-ho (1788), Virgínia, Nova York, Carolina del Nord i Rhode Island van esperar per veure com de les dues opcions (si ratificar l'Article VII o donar origen a altres països) era més popular i més beneficiosa pels Estats Units. El Congrés, establert sota els Articles de la Constitució, va triar el 4 de març de 1789 com el dia "per començar el procés constitucional". Virgínia i Nova York van ratificar la Constitució abans d'aquesta data; Carolina del Nord i Rhode Island la van ratificar més tard. Després els nous governants van prendre el poder en els restants onze Estats.

## Text
L'article set de la constitució dels Estats Units diu així: 
| « | (català) La ratificació per les convencions de nou estats, ha de ser suficient per a l'Establiment d'aquesta Constitució entre els estats que la ratifiquin. | (anglès) The Ratification of the Conventions of nine States, shall be sufficient for the Establishment of this Constitution between the States so ratifying the Same. | » |

## Resultats de les votacions
La Constitució va ser aprovada pel següent ordre: